# Église Notre-Dame-de-l'Assomption (Toulouse)
 (décembre 2024).
Si vous disposez d'ouvrages ou d'articles de référence ou si vous connaissez des sites web de qualité traitant du thème abordé ici, merci de compléter l'article en donnant les références utiles à sa vérifiabilité et en les liant à la section « Notes et références ».
L'église Notre-Dame-de-l'Assomption est un édifice religieux situé à Toulouse, rue de Clausade, dans le département de la Haute-Garonne en Occitanie. 